# Барт, Пауль (дзюдоист)
Пауль Барт (нем. Paul Barth; род. 20 сентября 1945, Мюнхен, Американская зона оккупации Германии) — немецкий дзюдоист, чемпион ФРГ, бронзовый призёр чемпионата Европы, бронзовый призёр летних Олимпийских игр 1972 года в Мюнхене.

## Карьера
Выступал в полутяжёлой (до 93 кг) весовой категории. Чемпион ФРГ 1973 года. Бронзовый призёр чемпионата Европы 1968 года в Лозанне.
На летних Олимпийских играх 1972 года в Мюнхене Барт победил представителя ГДР Хельмута Ховиллера, поляка Влодзимежа Левина, канадца Терри Фарнсворта и бразильца Тиаки Исии. В полуфинале немец проиграл советскому дзюдоисту Шота Чочишвили и стал бронзовым призёром Олимпиады.